# Valdemar Poulsen

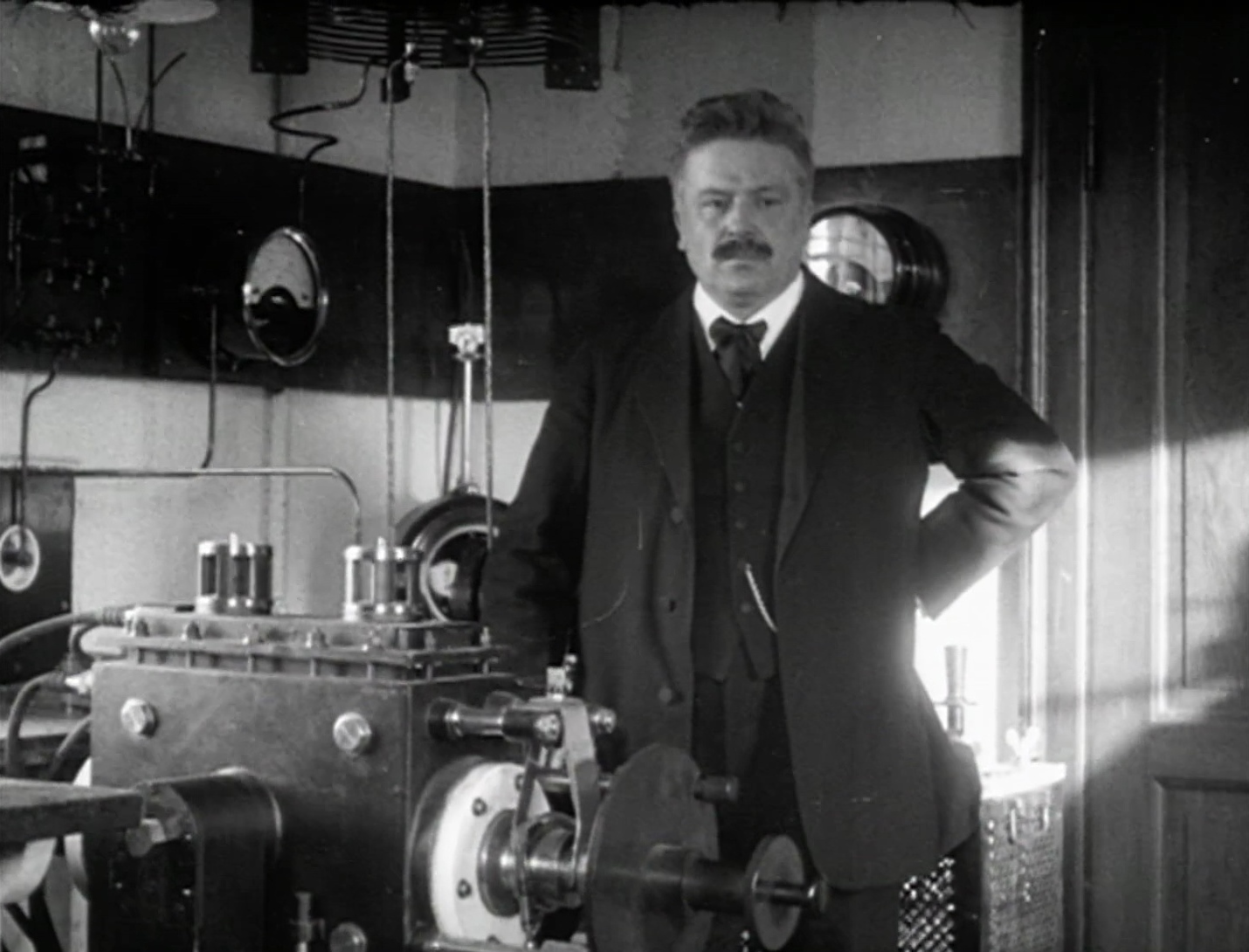
Valdemar Poulsen

Valdemar Poulsen (Kopenhagen, 23 november 1869 – Gentofte, 23 juli 1942) was een Deens ingenieur en uitvinder. In 1899 vond hij de telegrafoon uit, de eerste magnetische bandrecorder. Daarnaast vond hij de ongedempte lichtboogzender uit, een belangrijk apparaat in de ontwikkeling van de radiotechnologie.

## Biografie
Poulsen was de zoon van de hooggerechtshofrechter Jonas Nicolai Johannes Poulsen en Rebekka Magdalene Brandt. Op school was hij was geen goede leerling. De enige vakken waarin hij was geïnteresseerd waren natuurkunde, scheikunde en tekenen; wiskunde boeide hem niet.
Zijn vader wilde dat hij arts zou worden, maar na een mislukte studie medicijnen aan de universiteit van Kopenhagen (1889-1893) wist hij op 24-jarige leeftijd een baan te krijgen op de technische afdeling van het Kopenhaagse telefoonmaatschappij. Zijn werk bestond voornamelijk uit het oplossen van problemen, zodat hij veel van tijd besteedde aan experimenten.
In 1894 huwde hij Frederikke Marie Rasmussen, die in 1921 overleed. In 1923 hertrouwde hij met Asta Nielsen Stolz.

### Telegrafoon
Tijdens zijn werk voor het telefoniebedrijf maakte Poulsen zich bezorgd over een duidelijke tekortkoming van de telefoon. In tegenstelling tot de telegraaf werkt de telefoon niet als niemand opnam. Hij vond de oplossing in het magnetisch registreren van geluid. Waar hij het idee vandaan heeft gehaald om staaldraad te gebruiken is onbekend, maar waarschijnlijk had hij in Electrical World het artikel gelezen van de Amerikaan Oberlin Smith die deze methode voor het eerste – theoretisch – beschreef. Samen met zijn partner Peder Oluf Pedersen diende hij op 1 december 1898 een octrooi in voor de telegrafoon.
Zijn apparaat kreeg aanzienlijke publieke aandacht toen het voor eerst tentoongesteld werd op de wereldtentoonstelling van 1900 te Parijs. De paar woorden die de Oostenrijkse keizer Franz Joseph insprak op dit toestel zijn waarschijnlijk de oudst bewaard gebleven magnetische opname. Poulsen ontving de Grand Prix van Parijs voor zijn telegrafoon.
Echter, zelfs met deze aansporingen kon Poulsen in Europa geen financiers vinden, waarna hij met Amerikaanse zakenpartners de American Telegraphone Company oprichtte voor de fabricage en exploitatie van zijn uitvinding. Veel succes had hij hier niet mee, want na de verkoop van slechts een paar honderd telegrafoons als dictafoon ging het bedrijf failliet.

### Boogzender

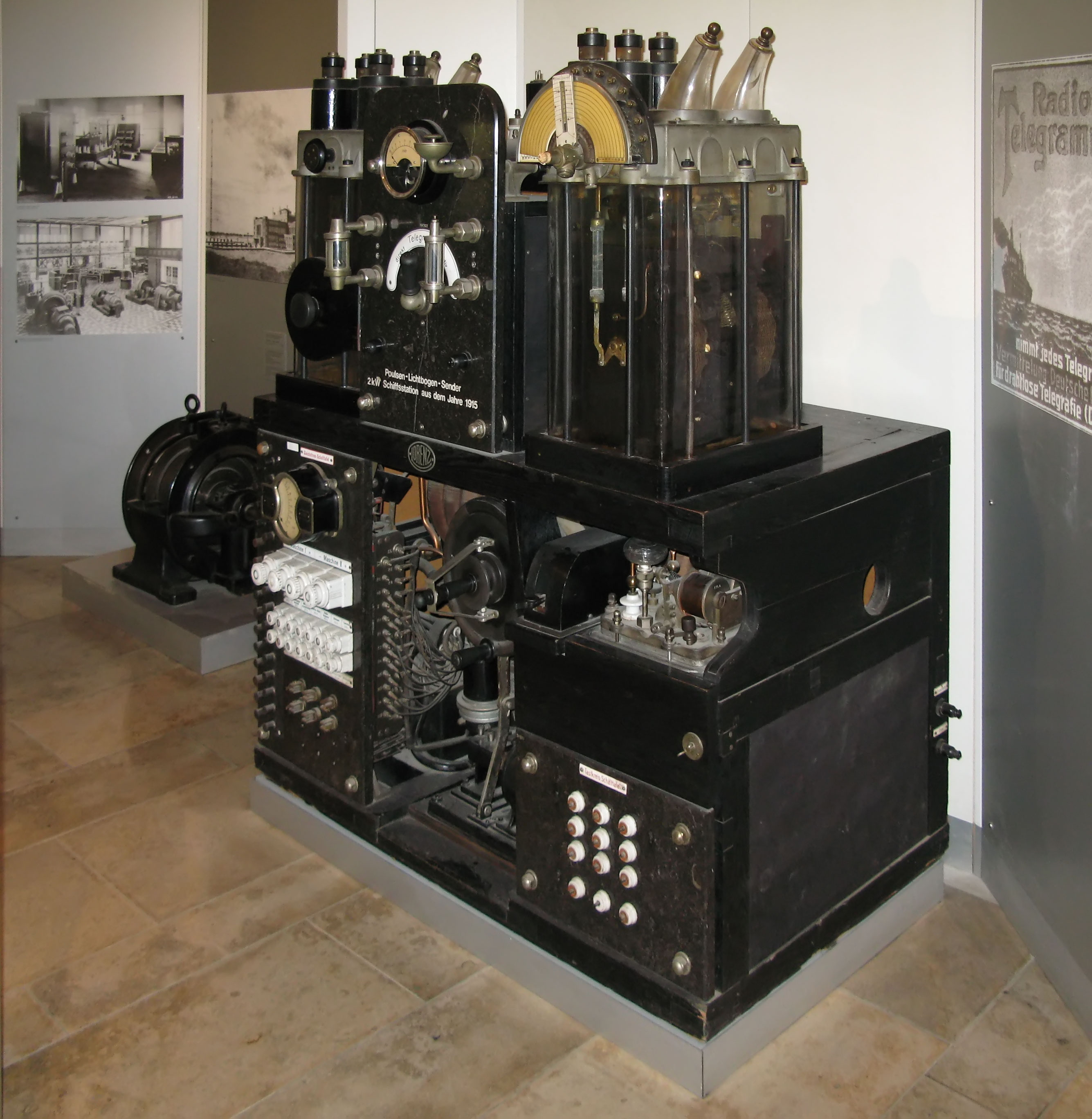
Een Poulsen boogzender

Naast de uitvinding van het antwoordapparaat is Poulsen ook bekend van zijn werk op het gebied van draadloze transmissie door middel van een vlamboog. In 1903 ontwikkelde hij en Pedersen een booglampzender die gebaseerd was op het principe van de "Zingende Boog" van de Engelsman William Duddell. Deze had eind negentiende eeuw bij toeval ontdekt dat hij met een booglamp geluidsgolven kon opwekken. Hij paste het apparaat zodanig aan dat hij kans zag de boog te laten resoneren op radiofrequenties, door de boog te laten ontstaan en gebruik te maken van een watergekoelde koperen anode. Met de boogzender kon hij ongedempte, doorlopende radiogolven opwekken van 10 tot 100 kHz, over een afstand van 250 kilometer.
Rond 1920 bouwde men een Poulsen boogzender van 1 megawatt met een zendbereik van 4.000 kilometer. Tot de komst van systemen met vacuümbuizen leverde zijn boogzender de beste radiogolven op.

## Erkenning
Hoewel Poulsen nooit een academische graad heeft behaald, kreeg hij wel de nodige erkenning van zijn mede-uitvinders en wetenschappers. Zo kreeg hij onder andere de volgende onderscheidingen toegekend:
- Gouden Medaille (1907) van de Koninklijke Deense Academie van Wetenschappen
- Eredoctoraat (1909) van de Universiteit van Leipzig
- Medaille van Verdienste van de Deense regering